# Cyanea parvifolia
Cyanea parvifolia är en klockväxtart som först beskrevs av Charles Noyes Forbes, och fick sitt nu gällande namn av Lammers, Givnish och Kenneth J. Sytsma. Cyanea parvifolia ingår i släktet Cyanea, och familjen klockväxter. Inga underarter finns listade i Catalogue of Life.